# Elaphoidella pintoae
Elaphoidella pintoae is een eenoogkreeftjessoort uit de familie van de Canthocamptidae. De wetenschappelijke naam van de soort is voor het eerst geldig gepubliceerd in 1987 door Reid & José.